# Асекеєвський район
Асеке́євський район (рос. Асекеевский район) — муніципальний район Оренбурзької області Російської Федерації.
Адміністративний центр — село Асекеєво.

## Географія
Асекеєвський район розташований на північному заході Оренбурзької області та межує з півночі з Абдулинським міським округом, зі сходу і південного сходу — Матвієвським районом, з півдня — Грачовським районом, із заходу і північного заходу — з Бугурусланським районом.
Протяжність району з півночі на південь 67 км, із заходу на схід 45 км.

## Історія
Асекеєвський район Бугурусланского округу Середньоволзької області (з жовтня 1929 року — Середньоволзького краю) був утворений в 1928 році. До його складу увійшли 33 сільради, які об'єднували 156 населених пунктів.

## Населення
Населення — 17563 особи (2019; 21050 в 2010, 24492 у 2002).

## Адміністративний поділ
Район адміністративно поділяється на 20 сільських поселень:
| Поселення                          | Площа, км² | Населення, осіб (2002) | Населення, осіб (2010) | Населення, осіб (2019) | Центр             | Населені пункти |
| ---------------------------------- | ---------- | ---------------------- | ---------------------- | ---------------------- | ----------------- | --------------- |
| Аксютінська сільська рада          | 224,79     | 859                    | 461                    | 326                    | Аксютіно          | 3               |
| Алексієвська сільська рада         | 68,52      | 474                    | 301                    | 133                    | Алексієвка        | 3               |
| Асекеєвська сільська рада          | 120,85     | 5952                   | 5703                   | 5305                   | Асекеєво          | 3               |
| Баландинська сільська рада         | 133,96     | 778                    | 599                    | 424                    | Баландино         | 2               |
| Воздвиженська сільська рада        | 149,54     | 739                    | 549                    | 400                    | Воздвиженка       | 3               |
| Заглядинська сільська рада         | 8,49       | 2101                   | 1882                   | 1731                   | Заглядино         | 2               |
| Кіслинська сільська рада           | 69,96      | 376                    | 333                    | 256                    | Кісла             | 4               |
| Красногорська сільська рада        | 128,14     | 860                    | 658                    | 525                    | Красногорський    | 2               |
| Кутлуєвська сільська рада          | 109,35     | 920                    | 770                    | 523                    | Кутлуєво          | 2               |
| Лікаревська сільська рада          | 137,33     | 1018                   | 775                    | 643                    | Лікаревка         | 4               |
| Мартиновська сільська рада         | 74,78      | 708                    | 543                    | 434                    | Мартиновка        | 2               |
| Мочегаївська сільська рада         | 116,06     | 784                    | 562                    | 328                    | Мочегай           | 3               |
| Новосултангуловська сільська рада  | 95,75      | 1313                   | 1267                   | 1082                   | Новосултангулово  | 3               |
| Рязановська сільська рада          | 165,39     | 930                    | 703                    | 519                    | Рязановка         | 2               |
| Старокульшаріповська сільська рада | 154,37     | 1423                   | 1295                   | 1042                   | Старокульшаріпово | 3               |
| Старомукменевська сільська рада    | 87,00      | 810                    | 658                    | 441                    | Старомукменево    | 3               |
| Троїцька сільська рада             | 95,36      | 809                    | 690                    | 565                    | Троїцьке          | 5               |
| Чкаловська сільська рада           | 151,72     | 2196                   | 1899                   | 1707                   | Чкаловський       | 2               |
| Юдинська сільська рада             | 156,94     | 800                    | 669                    | 585                    | Юдинка            | 3               |
| Яковлевська сільська рада          | 120,76     | 642                    | 733                    | 594                    | Яковлевка         | 5               |

2013 року була ліквідована Думинська сільська рада, територія увійшла до складу Аксютінської сільради.

## Найбільші населені пункти
Нижче подано перелік населених пунктів з чисельність населення понад 1000 осіб:
| № | Населений пункт | Населення, осіб (2002) | Населення, осіб (2010) |
| - | --------------- | ---------------------- | ---------------------- |
| 1 | Асекеєво        | 5296                   | 5201                   |
| 2 | Чкаловський     | 1935                   | 1709                   |
| 3 | Заглядино       | 1769                   | 1596                   |

## Господарство
Природні умови району створюють умови для успішного ведення сільського господарства, яке є провідною галуззю району. Питома вага сільгоспугідь становить 79,6 % загальної площі району, з яких 64,3 % становить рілля, 2,0 % — сінокоси, 13,3 % — пасовища.
Район має також нафтові родовища. ТОВ «Бугурусланнефть» ТНК-BP експлуатує 10 нафтових родовищ: Султангулово-Заглядинське, Південно-Султангуловське, Тарханське, Кушниковське, Ботвинське, Чисниковське, Сакадинське, Військове, Березовське та Наумовське.
Іншими місцевими корисними копалинами є пісок, гравій, глина, камінь (пісковик, вапняк).